# Захаров Володимир Євгенович
Володимир Євгенович Захаров (1 серпня 1939, Казань, Російська РФСР — 20 серпня 2023, Москва) — російський фізик-теоретик, поет, Академік РАН (з 1991, член-кореспондент АН СРСР з 1984), член Відділення фізичних наук РАН, голова Наукової ради РАН з нелінійної динаміки, член Спілки письменників Росії.
Очолював Інститут теоретичної фізики ім. Л. Д. Ландау РАН (1993–2003), завідувач сектором математичної фізики в  Фізичному інституті ім. П. М. Лебедєва РАН (з 2004 а).
Лауреат медалі Дірака (2003), Державних премій СРСР і Росії. Має більш 22 500 цитувань своїх робіт в індексованих наукових журналах, індекс Гірша — 68.
В березні 2014 року підписав листа проти розпалювання міжнаціональної ворожнечі на російському телебаченні та на підтримку України.
Підписав відкритого листа російських науковців та наукових журналістів проти війни з Україною.